# El signo de la cruz
El signo de la cruz es una película dramática estadounidense realizada en el año 1932, durante la época pre-code, dirigida y producida por Cecil B. DeMille, cuya distribuidora fue Paramount Pictures. Estuvo basada en la obra homónima de 1895 del escritor inglés Wilson Barrett, mientras que el guion cinematográfico fue realizado por Waldemar Young y Sidney Buchman. Fue protagonizada por Fredric March, Elissa Landi, Claudette Colbert, Charles Laughton, Ian Keith y Arthur Hohl. 
Tanto el libro como la película tienen un gran parecido con la novela Quo vadis, todas ambientadas en la Antigua Roma bajo el reinado del emperador Nerón. La dirección artística estuvo a cargo de Mitchell Leisen. Karl Struss fue nominado a un Premio Óscar por Mejor fotografía. Es la tercera y última película religiosa de DeMille, tras Los diez mandamientos (1923) y El rey de reyes (1927).

## Reparto
- Fredric March como Marcus Superbus, prefecto de Roma.
- Elissa Landi como Mercia.
- Claudette Colbert como la emperatriz Popea Sabina.
- Charles Laughton como el emperador Nerón.
- Ian Keith como Tigelino.
- Arthur Hohl como Tito.
- Harry Beresford como Favius Fontellus.
- Tommy Conlon como Stephan.
- Ferdinand Gottschalk como Glabrio.
- Vivian Tobin como Dacia.
- William V. Mong como Licinius.
- Joyzelle Joyner como Ancaria.
- Richard Alexander como Viturius.
- Nat Pendleton como Strabo.
- Clarence Burton como Servillius.
- Harold Healy como Tybul.
- Robert Manning como Philodemus.
- Charles Middleton como Tyros.
- Mischa Auer como cristiano encarcelado (sin acreditar).
- Lionel Belmore como apostador (sin acreditar).
- Henry Brandon como espectador (sin acreditar).
- Edward LeSaint como espectador (sin acreditar).

## Producción

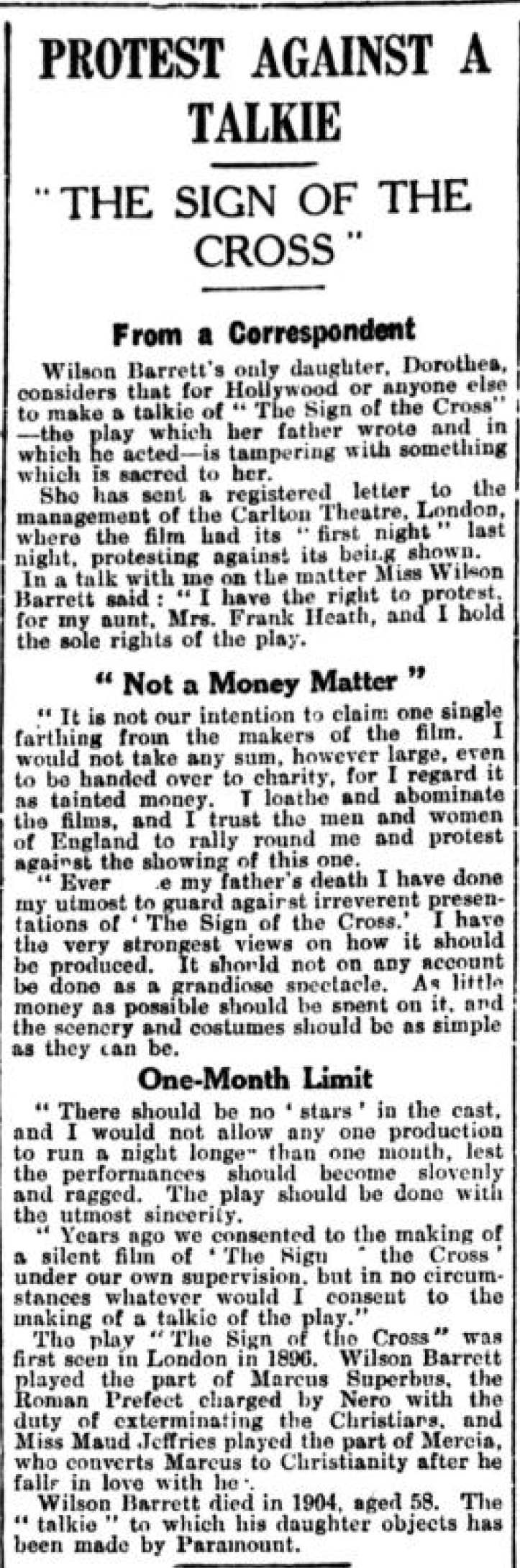
El Ciudadano, 31 de enero de 1933.

La famosa escena en la que Popea (Claudette Colbert) se baña en leche de burra fue realizada en varios días. DeMille anunció a la prensa que se utilizaría leche real; aunque en realidad eran polvos de leche. Tras unos días grabando bajo los focos irradiando calor, la leche se volvió amarga, haciendo muy desagradable el trabajo a Colbert con el hedor.
Para ahorrar en gastos de producción durante la Gran Depresión, se reutilizó alguna de la vestimenta del set de producción de Los diez mandamientos. DeMille también intentó dar trabajo a actores en desempleo para hacer de extras en las escenas de grandes arenas.

## Recepción
En 2008 la película estuvo nominada por la American Film Institute como una de las diez mejores películas en la categoría de Película Épica.

## Edición tras la aplicación del Código Hays
Al igual que otras muchas películas pre-code que se estrenaron antes del Código Hays, este se aplicó en 1934 y censuró este filme. En la versión original, Marcus Superbus (Fredric March) fracasa en su intento de seducir a Mercia (Elisa Landi), una chica cristiana e inocente. Entonces, pide a Ancaria (Joyzelle Joyner) que realice la danza erótica "Baile de la Luna desnuda" que dará "calidez a su vida". Este "baile lésbico" se eliminó del negativo del reestreno de 1938, pero volvió a recuperarse por MCA/Universal para su edición en DVD de 1993. Algunas de las luchas de gladiadores también se eliminaron en la versión de 1938, ya que había algunas mujeres desnudas en la arena que eran atacadas por cocodrilos y un gorila. Estas escenas también se recuperaron en la versión de 1993.
El mismo DeMille se encargó de supervisar una nueva versión en 1944. Se añadieron escenas en un set de la Segunda Guerra Mundial para hacer la película más de actualidad con el actor Stanley Ridges (actor que no aparecía en el fotometraje original). En un nuevo prólogo, un grupo de aviones se ven volando sobre la antigua Roma. La conversación de uno de los pilotos lleva directamente a la primera escena de la película original. Los últimos segundos de la nueva versión muestra aviones volando en la distancia, a diferencia de la pantalla tornándose oscura como final de la original.
Durante muchos años, la versión censurada fue la única disponible. La versión mostrada actualmente en Turner Classic Movies es la original de 125 minutos de la UCLA Film and Television Archive con la ayuda del patrimonio DeMille y Universal Television, cadena propietaria de la mayoría de películas sonoras anteriores a 1950.

## Legión católica de decencia
La reacción de la Iglesia católica en los Estados Unidos al contenido de esta película y en Ann Vickers contribuyó a crear en 1934 la Legión católica de decencia, organización dedicada a identificar y combatir contenidos cuestionables, desde el punto de vista de la Iglesia, en metrajes.

## DVD
Esta película, junto con Náufragos en la jungla (1934), Cleopatra (1934), Las cruzadas (1935) y Unión Pacífico (1939), se estrenaron en DVD en 2006 por Universal Studios como parte de la Colección Cecil B. DeMille.